# Лемінська Віра Андріївна
Лемінська Віра Андріївна (1878—1960) — оперна співачка (контральто) та вокальний педагог.
Народилася в Києві в 1878 році.

Співу почала навчатися в своєму рідному місті Києві, педагоги М. Ноле і К. Еверарді.
З 1898 року почала артистичну діяльність оперної співачки. Перші виступи — в Єкатеринбурзі (Товариство Шампаньєра).
- У 1899—1900 — працювала в Одесі.
- 1903 рік літо — в Москві (театр «Акваріум», антреприза М. Медведєва; Народний дім).
- У 1904—1905 — в Москві, приватна опера С.Мамонтова, Опера С. Зіміна.
- У 1907—1908 — в Астрахані і Харкові.
- 1910-1911 рр. — в Києві, потім в Томську.
- У 1920—1924 — викладач, професор Харківської консерваторії.
- З 1924 — педагог-професор московського Музичного училища ім. М. І. Іпполітова-Іванова.

Серед учнів: В. О. Дідковський (в 1920—1924), М. О. Рейзен.
Проживала в Будинку ветеранів сцени.